# 杰尔姆·達蒙
杰尔姆·達蒙（Jerome Damon，1972年4月4日—），南非足球裁判，也是2010年世界盃足球賽的主裁判之一。
杰尔姆·達蒙於2000年起為國際賽事執法，他先後為2004年、2006年及2008年的非洲國家盃執法。2010年6月，他為斯洛伐克對紐西蘭的2010年世界盃分組賽執法。